# لیک کاملات، ایلینوی
لیک کاملات (به انگلیسی: Lake Camelot) یک منطقهٔ مسکونی در ایالات متحده آمریکا است که در شهرستان پئوریا، ایلینوی واقع شده‌است. لیک کاملات ۱٬۶۸۶ نفر جمعیت دارد و ۱۸۷٫۱۵ متر بالاتر از سطح دریا واقع شده‌است.